# Llei d'Antiguitats

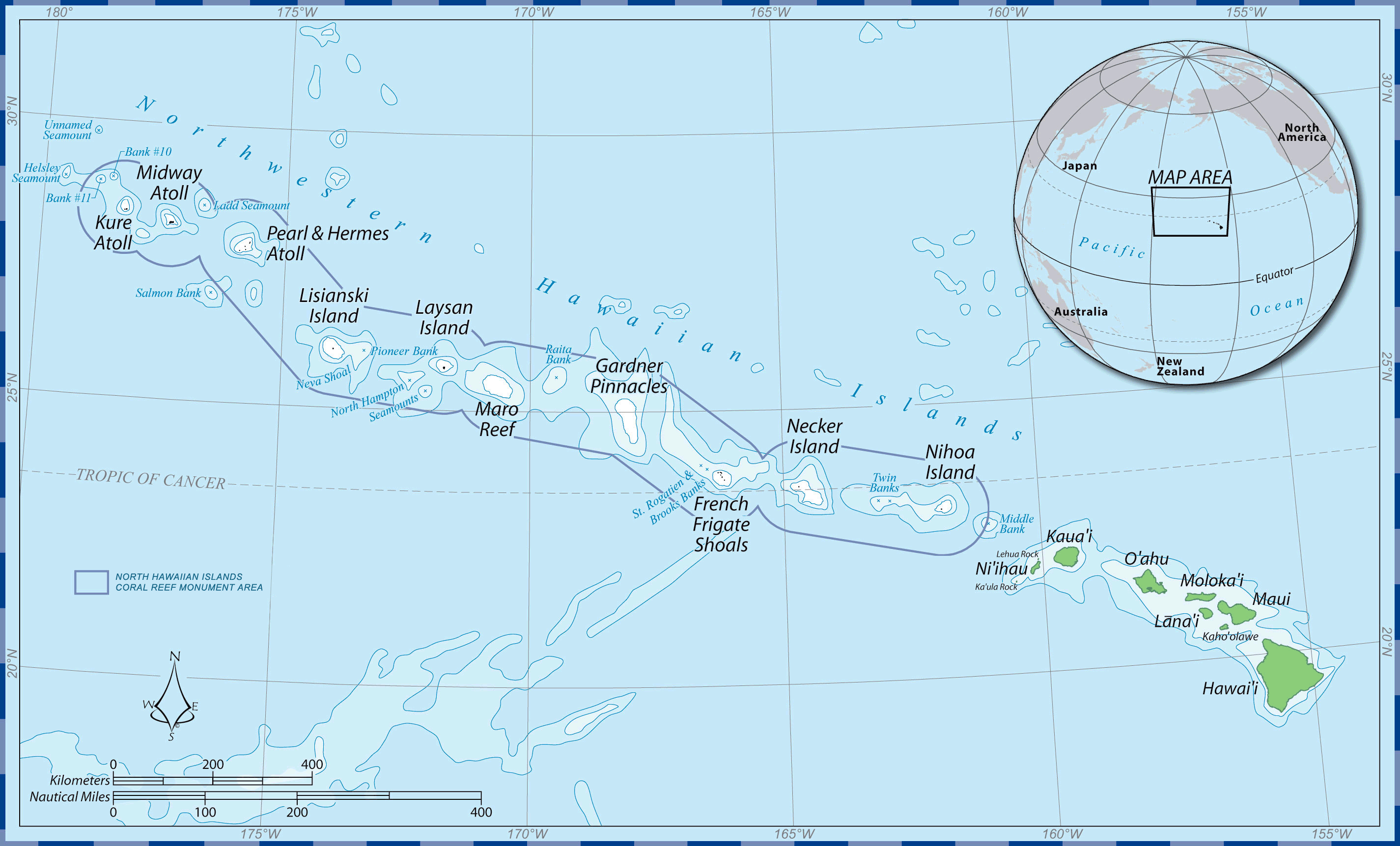
El Monument Nacional Marí de Papahānaumokuākea a 362.073 quilòmetres quadrats (més gran que el Regne Unit or Itàlia) abasta les Illes Hawaianes del Nord-oest i representa el monument nacional més gran declarat d'acord amb la Llei d'Antiguitats.

La Llei d'Antiguitats (Antiquities Act) de 1906, oficialment Llei per a la Preservació d'Antiguitats Nord-americanes (Act for the Preservation of American Antiquities), va ser aprovada pel Congrés dels Estats Units i signada pel president Theodore Roosevelt el 8 de juny del 1906. La llei concedeix al President dels Estats Units l'autoritat, per mitjà d'una ordre executiva, de crear monuments nacionals sense l'aprovació del Congrés i, per tant, restringir l'ús de les terres públiques. L'autoritat presidencial continguda en la llei s'ha utilitzat més d'un centenar de vegades des de la seva aprovació. L'ús de la llei sovint provoca una gran controvèrsia.
La Llei d'Antiguitats va ser el resultat de les preocupacions sobre la protecció de les ruïnes ameríndies i artefactes prehistòrics (que es denominen col·lectivament "antiguitats") a les terres federals sobretot a l'oest del país. La pèrdua d'artefactes d'aquestes terres per part de col·leccionistes privats ("caçadors d'olles" o pot hunters en el llenguatge de l'època) s'havia convertit en un problema greu a finals del segle xix. El 1902, el congressista John F. Lacey d'Iowa, que dirigia el Comitè de la Cambra de Representants sobre les Terres Públiques, va viatjar al sud-oest dels Estats Units amb l'antropòleg Edgar Lee Hewett per examinar la magnitud de l'impacte dels caçadors d'olles. Les seves conclusions i un informe exhaustiu dels recursos arqueològics de la regió van donar l'impuls necessari per a l'aprovació de la llei.

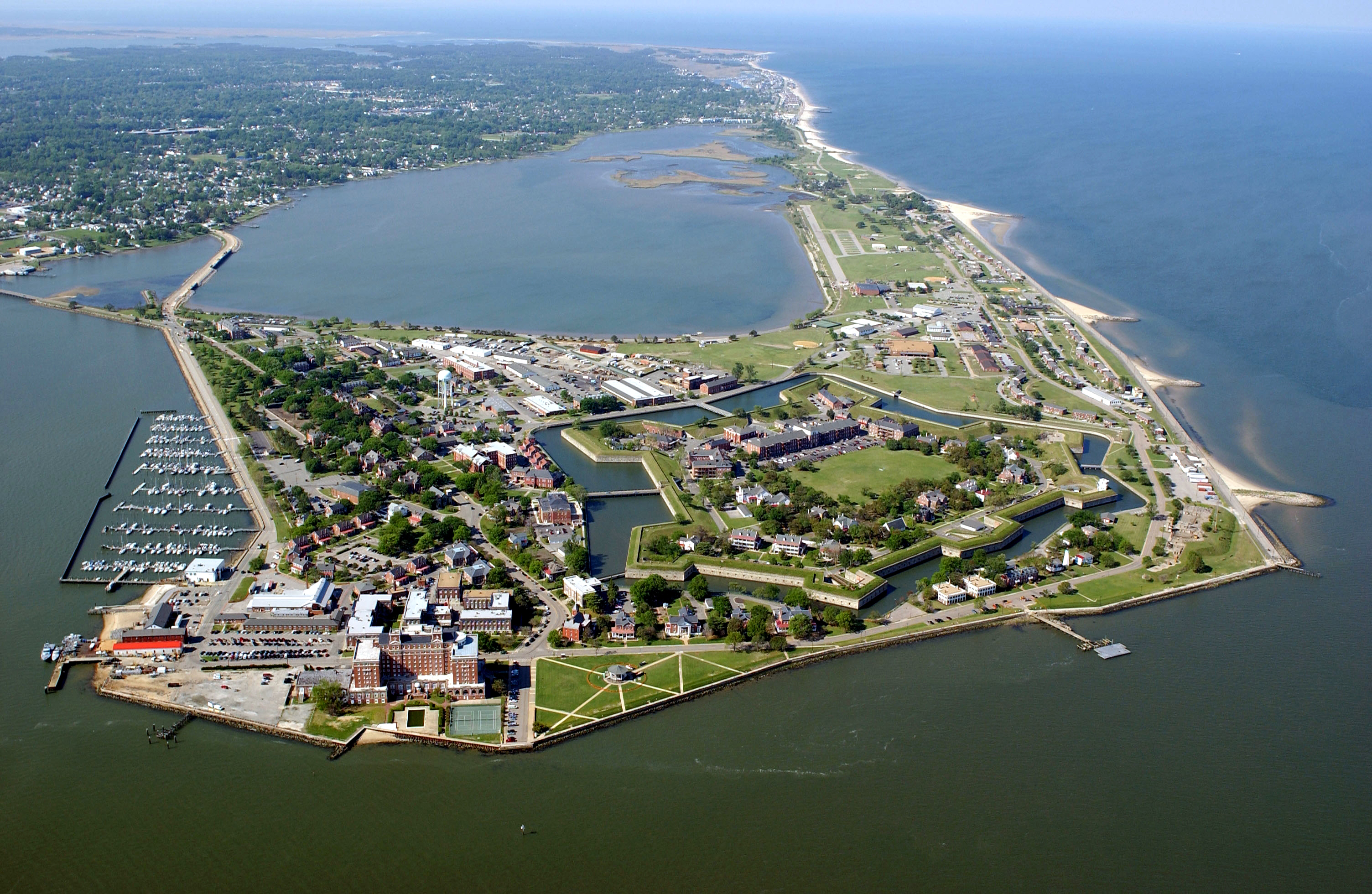
El president Barack Obama va proclamar el Monument Nacional del Fort Monroe a Hampton (Virgínia) l'1 de novembre del 2011.

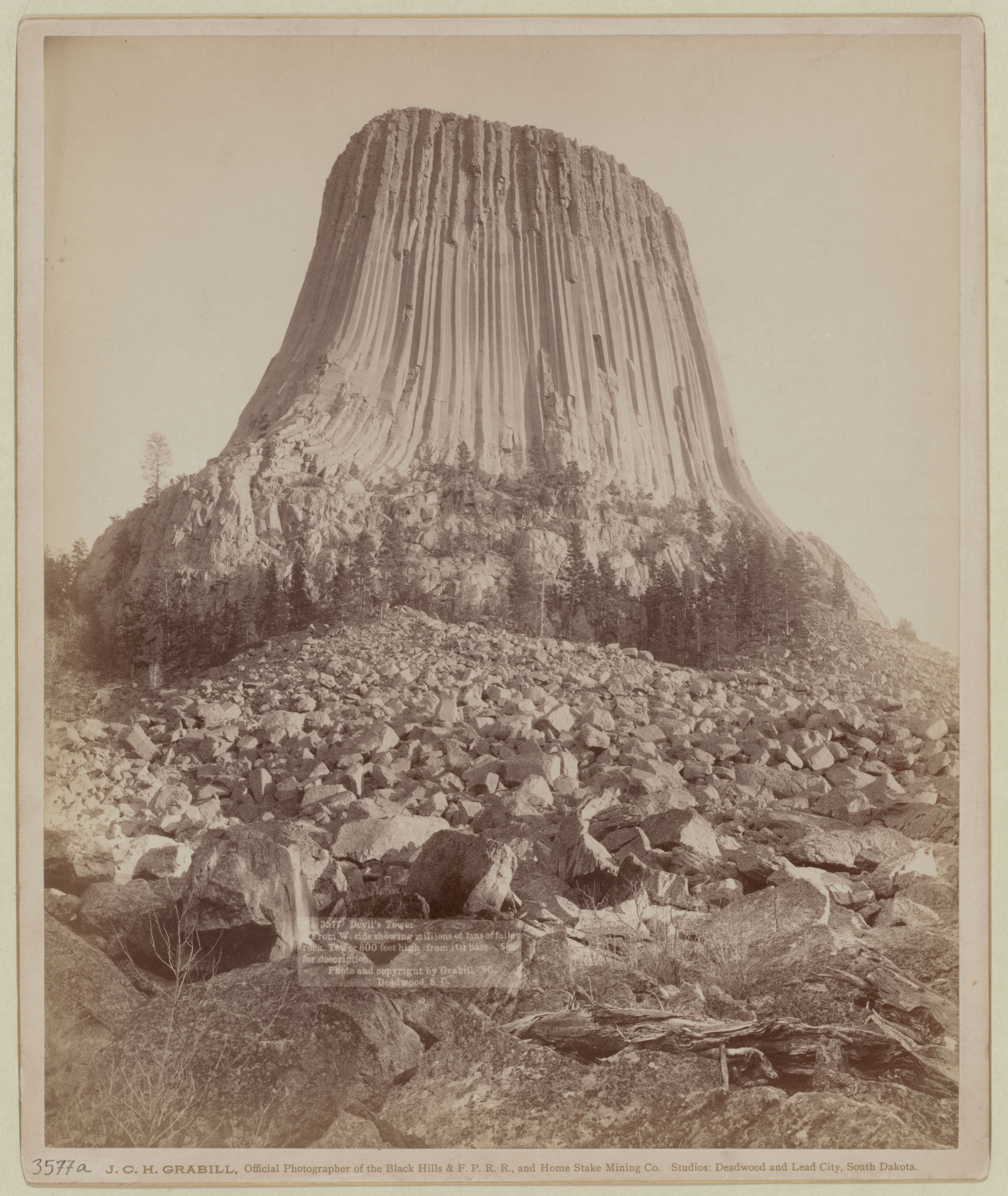
El president Theodore Roosevelt va fer el primer ús de la Llei d'Antiguitats el 24 de setembre del 1906 amb la creació del Monument Nacional de la Torre del Diable a Wyoming. El monument té un paper prominent en la pel·lícula del 1977 titulada Encontres a la tercera fase.

## Objectiu
La llei tenia per objecte permetre al president a deixar de banda els espais naturals públics com parcs i terres per a la conservació. La llei del 1906 va declarar que estava destinada a "la protecció dels objectes d'interès històric i científic." Aquestes àrees es diuen "monuments nacionals". La majoria, però de cap manera tots, estan sota el control del Servei de Parcs Nacionals. També permet que el president reservi o accepti terres privades amb aquesta mateixa finalitat.
L'objectiu és protegir a tots els llocs històrics i prehistòrics en terres federals als Estats Units i prohibir l'extracció o destrucció d'aquestes antiguitats. Amb l'autoritat de la llei, això es pot fer molt més ràpidament que l'acció del Congrés que en cas contrari és necessària per a aprovar i crear un parc nacional. Algunes de les àrees designades com monuments nacionals posteriorment s'han convertit en parcs nacionals o s'han incorporat als parcs nacionals ja existents.

## Modificacions introduïdes a la llei
Els poders presidencials sota la llei s'han reduït dues vegades. La primera vegada va seguir la proclamació del Monument Nacional de Jackson Hole el 1943 que va resultar controvertida a Wyoming. La llei del 1950 que va incorporar Jackson Hole en una ampliació del Parc Nacional de Grand Teton també va modificar la Llei d'Antiguitats. Ara cal el consentiment del Congrés per a la creació o ampliació d'un monument nacional a Wyoming.
La segona vegada va seguir la declaració del president Jimmy Carter el 1978 d'una sèrie de monuments nacionals a Alaska per un total de 230.000 quilòmetres quadrats. Aquesta acció també va provocar una gran polèmica a Alaska. La posterior aprovació de la Llei de Conservació de Terres d'Interès Nacional d'Alaska (Alaska National Interest Lands Conservation Act o ANILCA) de 1980 ara requereix la ratificació del Congrés quan s'utilitza la Llei d'Antiguitats a Alaska per a un monument nacional que conté més de 20.2 quilòmetres quadrats.

## Codificació
La Llei d'Antiguitats es troba des de secció 431 fins a 433 del Títol 16 del Codi dels Estats Units.